# Kampoe (Gran Rio)
Kampoe of Kampu is een dorp in het district Sipaliwini in Suriname. Het dorp ligt aan de Gran Rio, dicht bij de monding in de Boven-Surinamerivier.
In het dorp wonen marrons van het volk Saramacca.
In maart 2021 kreeg minister David Abiamofo van Natuurlijke Hulpbronnen groen licht van het traditionele gezag om een groot zonne-energieproject op te zetten in Botopasi dat ten goede komt aan een groot aantal dorpen langs de rivier, waaronder Kampoe.
Abenaston · Adawai · Akisiaman · Akwaukondre · Amakakondre · Asenbaso · Asidonhopo · Atjoni · Aurora · Begoeba · Begoon · Bekiokondre · Bendikwai · Bendiwata · Biudoematoe  · Bofokoele · Botopasi · Dan · Dangogo · Daume · Debikè · Deboo · Djemongo · Djoemoe · Duwatra · Foetoenakaba · Gingiston · Goddo · Godowatra · Goejaba · Gran Slee · Grantatai · Gunsi · Heikoenoenoe · Jawjaw · Kaajapati · Kajana · Kambaloea · Kampoe · Koonoo · Kuututen · Ladouanie · Lespansi · Ligorio · Malobi · Malroseekondre · Masiakriki · Moitori · Nazaleti · Nieuw-Aurora · Padalafanti · Pambo Oko · Pikin Slee · Pingpe · Pokigron · Saloebanga · Semoisi · Soolan · Stonhoekoe · Tjaikondre · Toemaripa · Toetoeboeka